# Nhơn Bình (xã)
Nhơn Bình là một xã cũ thuộc huyện Trà Ôn, tỉnh Vĩnh Long, Việt Nam.

## Địa lý
Xã Nhơn Bình nằm ở phía bắc huyện Trà Ôn, có vị trí địa lý:
- Phía đông giáp xã Xuân Hiệp
- Phía tây giáp xã Trà Côn
- Phía nam giáp xã Hòa Bình
- Phía bắc giáp huyện Tam Bình.

Xã Nhơn Bình có diện tích 17,71 km², dân số năm 1999 là 9.601 người, mật độ dân số đạt 542 người/km².

## Hành chính
Xã Nhơn Bình được chia thành 6 ấp: Ba Chùa, Nhơn Ngãi, Nhơn Trí, Tường Ngãi, Tường Nhơn, Tường Trí A.

## Lịch sử
Ngày 6 tháng 12 năm 2019, Hội đồng Nhân dân tỉnh Vĩnh Long ban hành Nghị quyết 228/NQ-HĐND về việc:
- Sáp nhập toàn bộ ấp Kinh Số 1 vào ấp Ba Chùa
- Sáp nhập toàn bộ ấp Sa Rày vào ấp Tường Ngãi
- Sáp nhập toàn bộ ấp Sa Co vào ấp Tường Trí.